# Pygeum walkeri
Pygeum walkeri är en rosväxtart som först beskrevs av Robert Wight, och fick sitt nu gällande namn av Carl Ludwig von Blume. Pygeum walkeri ingår i släktet Pygeum och familjen rosväxter. Inga underarter finns listade i Catalogue of Life.